# Zoir Bobojew
Zoir Nuralijewicz Bobojew, tadż. Зоир Нуралӣевич Бабаев, ros. Зоир Нуралиевич Бабаев, Zoir Nuralijewicz Babajew (ur. 1961 w Duszanbe, Tadżycka SRR) – radziecki i tadżycki piłkarz, grający na pozycji napastnika, trener piłkarski.

## Kariera piłkarska

### Kariera klubowa
Wychowanek Szkoły Sportowej Spartak Duszanbe. Ukończył Politechnikę w Duszanbe. Występował w zespołach amatorskich Czaszma Szahrtuz i DTU Duszanbe w mistrzostwach Tadżyckiej SRR. W 1991 łączył funkcję piłkarskie i trenerskie w klubie Hosilot Farchor, w którym zakończył karierę piłkarza w roku 1996.

## Kariera trenerska
Jeszcze będąc piłkarzem rozpoczął pracę szkoleniowca. Od 1986 trenował różne drużyny amatorskie w mistrzostwach Tadżyckiej SRR, m.in. DJuSSz Leninskiego Rejonu, Pogranicznik (Moskiewski Rejon). W 1991 stał na czele Hosilotu Farchor, od 1992 do 1994 prowadził Sitorę Duszanbe. W 1997 oraz w 2004 roku również został zaproszony na stanowisko selekcjonera narodowej reprezentacji Tadżykistanu. Potem pracował w klubach Rawszan Kulab i Regar-TadAZ Tursunzoda. W 2008 objął stanowisko głównego trenera juniorskiej reprezentacji Tadżykistanu, którą kierował do listopada 2010. Następnie pracował jako konsultant w klubie CSKA Pomir Duszanbe.

## Sukcesy i odznaczenia

### Sukcesy trenerskie
Sitora Duszanbe
- mistrz Tadżykistanu: 1993, 1994
- zdobywca Pucharu Tadżykistanu: 1993

### Odznaczenia
- tytuł Zasłużonego Trenera Tadżykistanu